# Transformers (film)
Transformers är en amerikansk action/science fiction-film som hade biopremiär i USA den 3 juli 2007, baserad på Transformers-leksakerna. Shia LaBeouf och Megan Fox är huvudrollsinnehavarna, tonåringarna Sam Witwicky och Mikaela Banes, som dras in i kriget mellan de goda autobots och de elaka decepticons. Biroller spelas av Josh Duhamel, Tyrese Gibson, Jon Voight och John Turturro. Hugo Weaving ger röst åt Megatron och Peter Cullen ger efter 20 års uppehåll återigen rösten åt Optimus Prime.

## Handling
För länge sen fanns Kuben. Ingen visste var den kom ifrån, bara att den kunde skapa liv på planeter och att den hade stor makt. Precis som all stor makt finns det vissa som vill använda den till ont. På Cybertron blev det krig mellan Autobots (de goda) och Decepticons (de onda). Decepticons försökte få tag på Kuben men tappade bort den. Megatron (Hugo Weaving), Decepticons ledare, förföljde den och kraschlandade på Jorden. År 1897 anförde Arcibald Witwicky (W. Morgan Sheppard) 41 modiga män som skulle upptäcka Nordpolen. Archibald trillade ner bland isen och hittade Megatron. Han råkade aktivera Megatrons navigeringssystem och koordinaterna till var Kuben finns blev präglade på hans glasögon. Flera generationer senare hade Sam Witwicky (Shia LaBeouf) lyckats behålla glasögonen och både Decepticons och Autobots, ledda av Optimus Prime (Peter Cullen), vill ha dem. När Sam äntligen ska köpa sin första bil visar det sig att bilen han har köpt var en Autobot vid namn Bumblebee (Mark Ryan) som ska skydda Sam mot Decepticons. Det blir krig mellan Decepticons och Autobots, fast den här gången på Jorden.

## Om filmen
Producenterna Don Murphy och Tom DeSanto utvecklade filmen, Roberto Orci och Alex Kurtzman skrev manus – alla siktade på att få en realistisk tolkning av karaktärerna. Michael Bay övertalades av Steven Spielberg, i rollen som exekutiv producent, att regissera filmen, trots att Bay inte var ett stort fan av serien. Hans regi ledde till en ny invecklad designestetik för de datorgenererade Transformers-robotarna.
Filmen är delvis inspelad på Holloman Air Force Base i New Mexico och var vid tiden för dess inspelning den största produktionen som samarbetat med USA:s försvarsdepartement sedan Black Hawk Down.
Med en enorm marknadsföringskampanj med serietidningar och leksaker premiärvisades Transformers den 12 juni 2007 i Sydney. I USA hade den premiär 2 juli 2007 och i Sverige 4 juli 2007.

## Rollista (i urval)
- Shia LaBeouf - Sam Witwicky
- Tyrese Gibson - USAF sergeant Robert Epps
- Josh Duhamel - Kapten William Lennox
- Anthony Anderson - Glen Whitmann
- Megan Fox - Mikaela Banes
- Rachael Taylor - Maggie Madsen
- John Turturro - Agent Seymour Simmons
- Jon Voight - USA:s försvarsminister John Keller
- Peter Cullen - Optimus Prime
- Mark Ryan - Bumblebee
- Darius McCrary - Jazz
- Robert Foxworth - Ratchet
- Jess Harnell - Ironhide/Barricade
- Hugo Weaving - Megatron
- Jim Wood - Bonecrusher
- Reno Wilson - Frenzy
- Charlie Adler - Starscream
- Kevin Dunn - Ron Witwicky
- Julie White - Judy Witwicky
- Michael O'Neill - Tom Banacheck
- Amaury Nolasco - Jorge "Fig" Figueroa
- Zack Ward - SWAT förste sergeant Donnelly
- W. Morgan Sheppard - Kapten Archibald Witwicky
- John Robinson - Miles Lancaster
- Travis Van Winkle - Trent DeMarco
- Bernie Mac - Bobby Bolivia

## Nomineringar
| År   | Pris   | Resultat  | Kategori            | Person                                                |
| ---- | ------ | --------- | ------------------- | ----------------------------------------------------- |
| 2008 | Oscars | Nominerad | Best Sound          | Kevin O'Connell, Greg P. Russell, Peter J. Devlin     |
| 2008 | Oscars | Nominerad | Best Sound Editing  | Ethan Van der Ryn, Mike Hopkins                       |
| 2008 | Oscars | Nominerad | Best Visual Effects | Scott Farrar, Scott Benza, Russell Earl, John Frazier |

Transformers blev nominerad för tre Oscar men förlorade mot Guldkompassen (specialeffekter) och The Bourne Ultimatum (ljud).

## Uppföljare
Transformers: De besegrades hämnd heter uppföljaren som hade premiär 26 juni 2009 i USA och samma år i juli i Europa. Shia LaBeouf, Megan Fox och Josh Duhamel återvänder till sina roller från föregångaren, liksom Tyrese Gibson, John Turturro och Peter Cullen.

### Fotnoter
1. ↑  ”Transformers” (på engelska). Box Office Mojo. 3 juli 2007. http://www.boxofficemojo.com/movies/?id=transformers06.htm. Läst 21 september 2016.
2. ↑  ”From Holloman to Hollywood, Transformers make movie magic” (på engelska). Air Force Print News. United States Air Force. 2 augusti 2006. https://www.holloman.af.mil/Article-Display/Article/318836/from-holloman-to-hollywood-transformers-make-movie-magic/. Läst 6 november 2021.
3. ↑  ”Transformers”. Svensk filmdatabas. 4 juli 2007. http://www.sfi.se/sv/svensk-filmdatabas/Item/?itemid=64590&type=MOVIE&iv=Basic. Läst 21 september 2016.